# Ji Yue

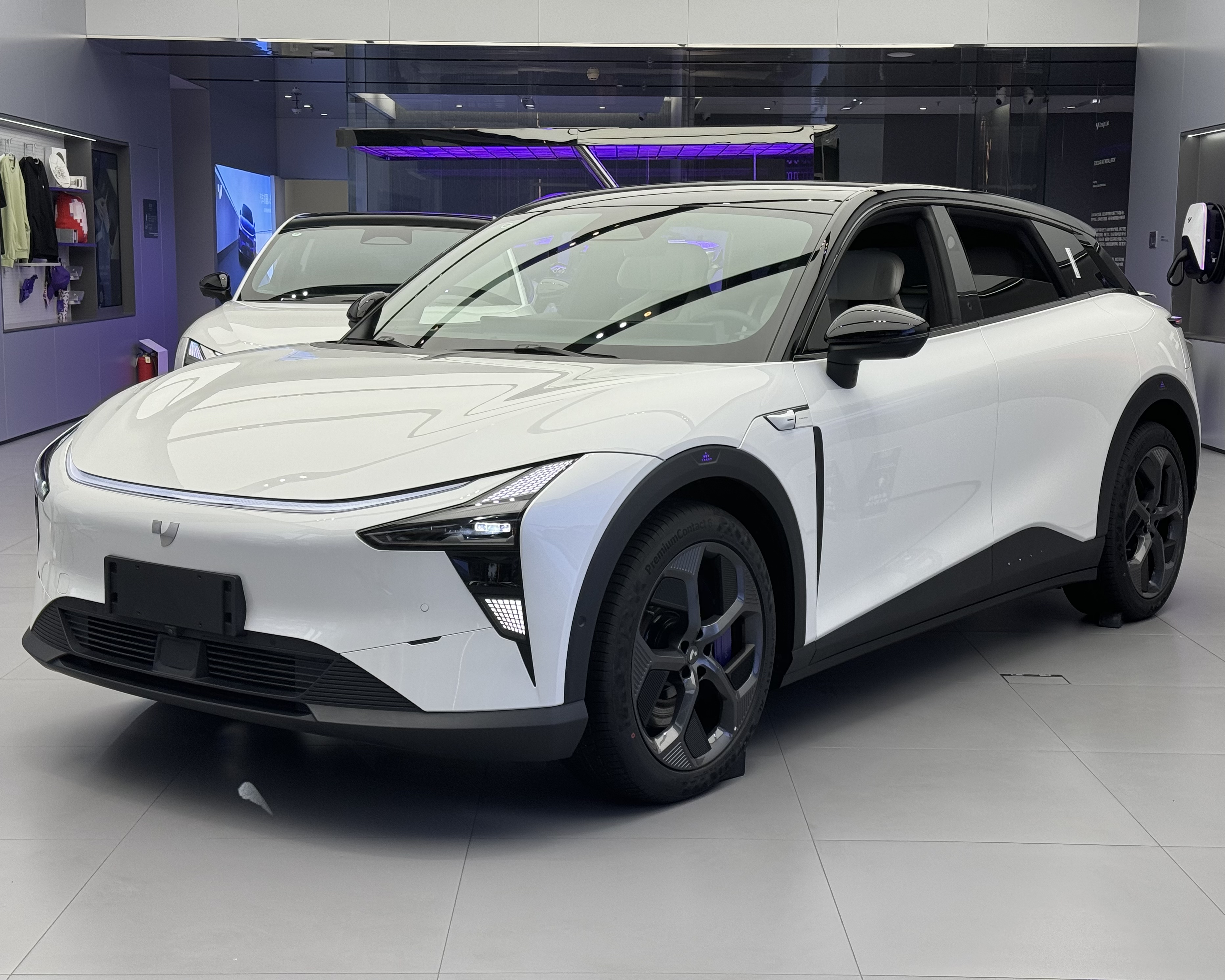
Ji Yue 01 (2022)

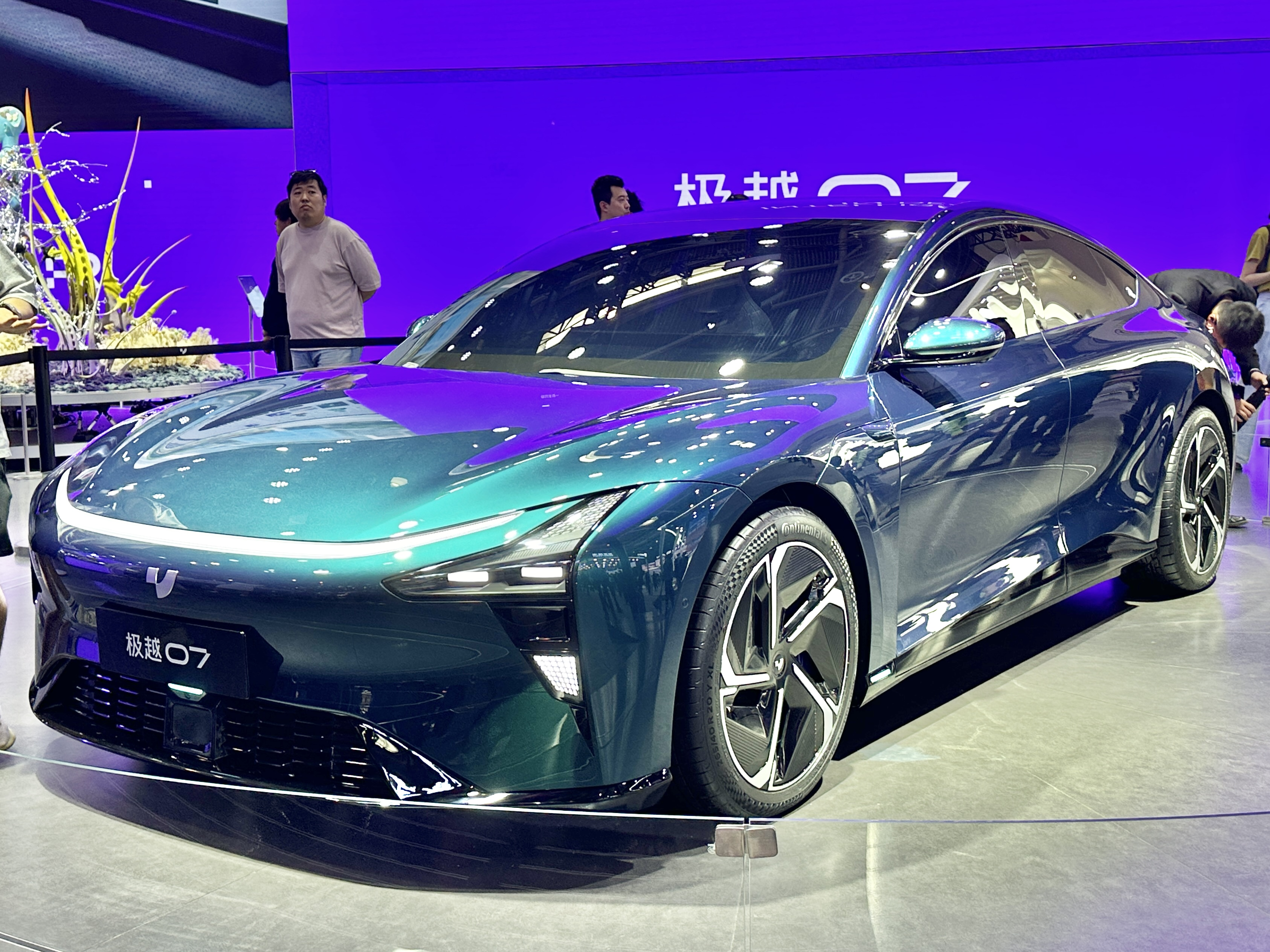
Ji Yue 07 (2024)

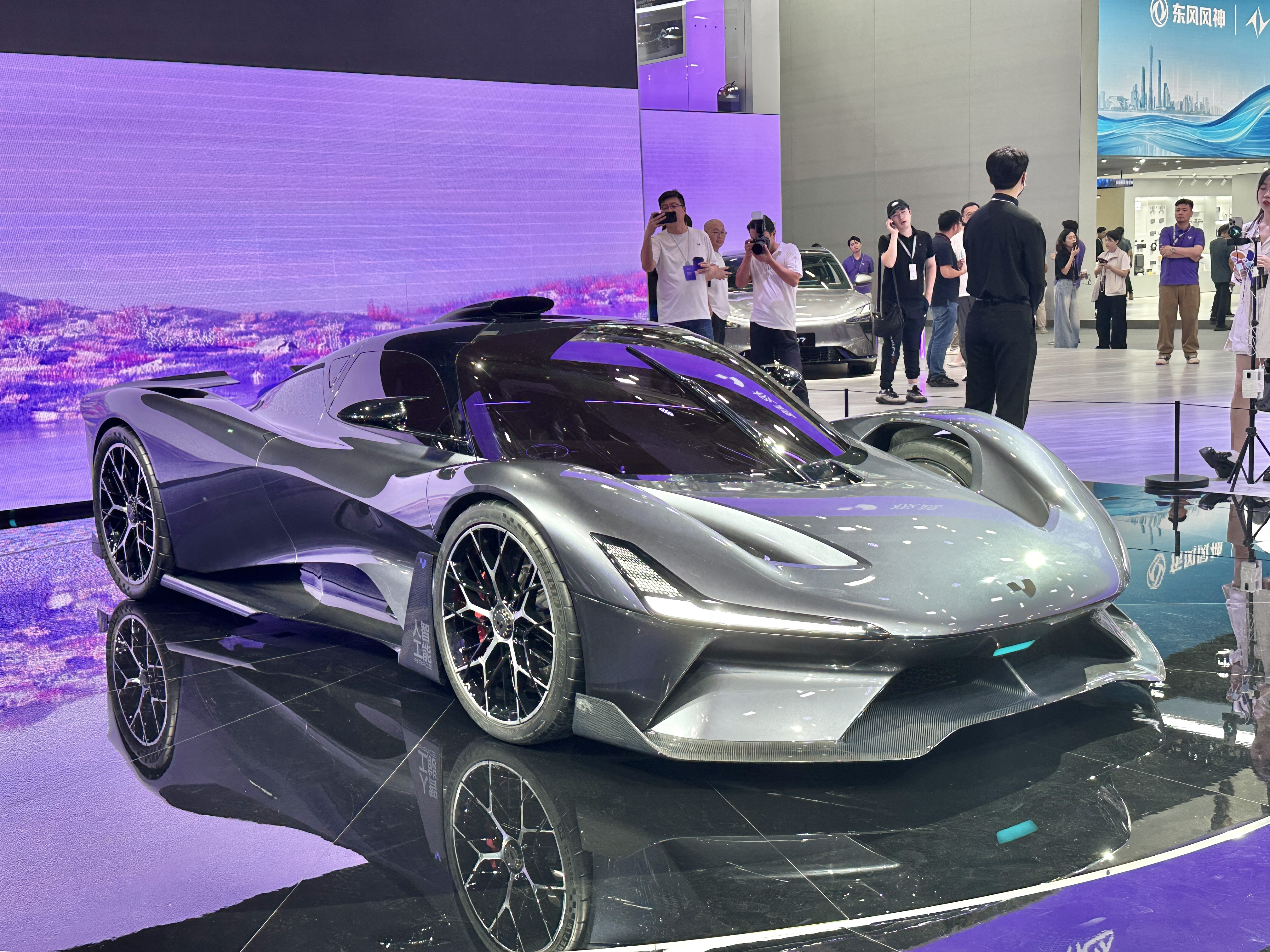
Ji Yue Robo X (2023)

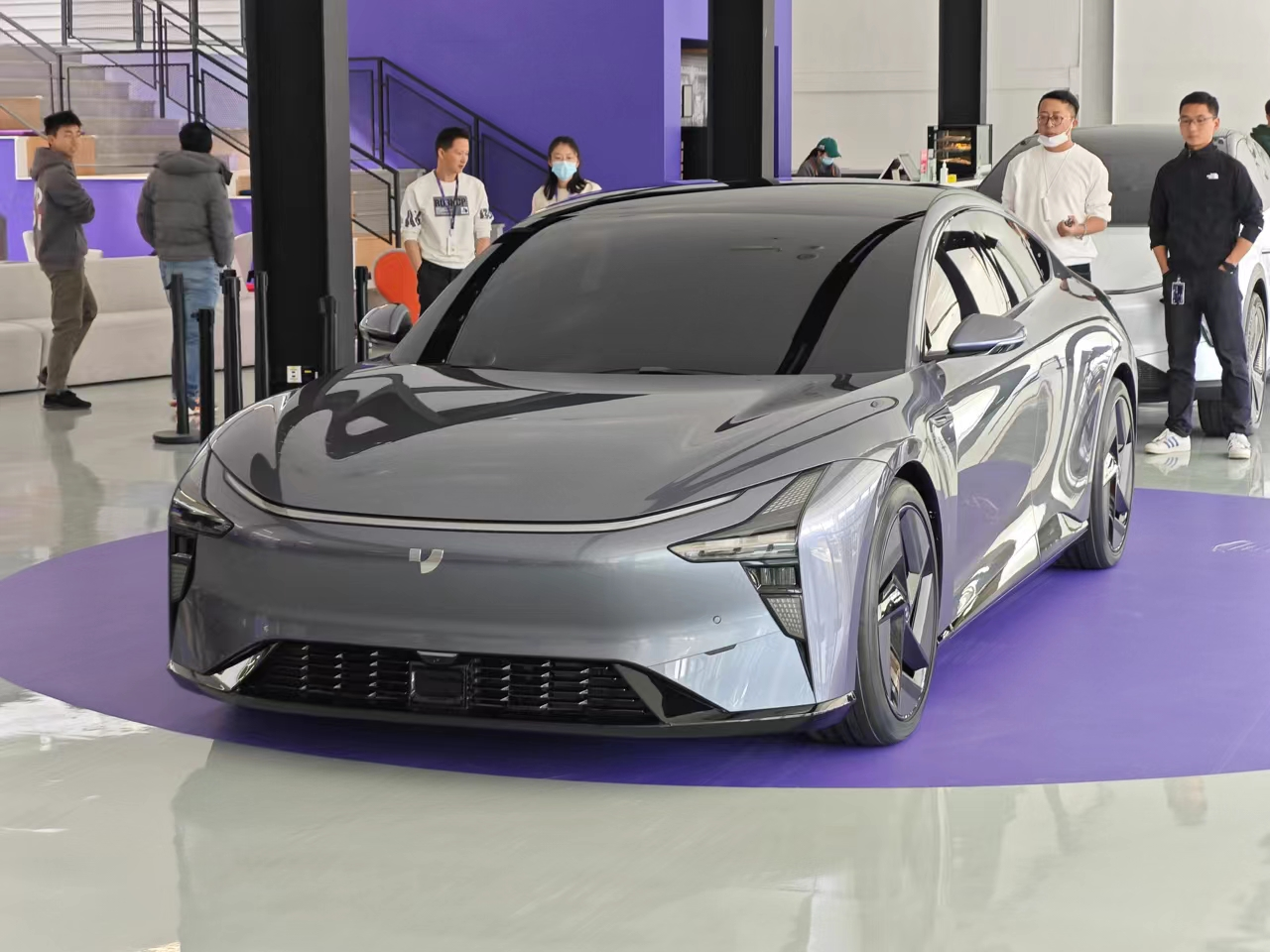
Jidu Robo-02 Concept (2022)

Ji Yue (chiń. upr. 极越) – dawny chiński producent elektrycznych samochodów osobowych, z siedzibą w Szanghaju, działający w latach 2021–2024. Należał do joint venture między chińskimi koncernami: motoryzacyjnym Geely oraz technologicznym Baidu.

## Historia

### Początki
W kwietniu 2021 roku chiński koncern technologiczny Baidu, słynący m.in. z najpopularniejszej w tym kraju wyszukiwarki internetowej, ogłosił nawiązanie współpracy z rodzimym potentatem branży motoryzacyjnej, Geely. W tym celu nawiązano partnerstwo w ramach nowej spółki typu joint-venture, która otrzymała nazwę Jidu Auto z siedzibą w Szanghaju. W rozwój przedsięwzięcia zainwestowano 7,7 miliarda dolarów na wdrożenie zaawansowanych technicznie samochodów elektrycznych w ciągu kolejnych 5 lat, zatrudniając do 3 tysięcy osób włącznie z 500 inżynierami oprogramowania. Z planami rozpoczęcia produkcji w 2023 roku, produkty Jidu zapowiedziano jako wyróżniające się motywem robotów, z głęboko rozbudowaną automatyzacją i interakcjami między kierowcą a pojazdem. 
We wrześniu 2021 przedstawiono zdjęcia głęboko zamaskowanego prototypu zwiastującego pierwszy produkcyjny model marki Jidu. Premierę poprzedziła prezentacja przedprodukcyjnego prototypu w czerwcu 2022 roku, by zadebiutować oficjalnie 4 miesiące później w formie dużego, elektrycznego crossovera Jidu Robo-01 wykorzystując modułową płytę podłogową koncernu Geely. W październiku tego samego roku rozpoczęła się przedsprzedaż edycji premierowej futurystycznego samochodu, z planami rozpoczęcia masowej produkcji w 2023 roku, odznaczając się poziomem czwartym półautonomicznej jazdy. Pod koniec grudnia 2022 Jidu Auto podczas Guangzhou Auto Show przedstawiło prototyp swojego kolejnego modelu w postaci wyższej klasy limuzyny.

### Rebranding
W grudniu 2022 w Jidu Auto zaszły liczne zmiany na tle udziałowców, a także osób na najwyższych stanowiskach, które nie opóźniły jednak procesu wdrożenia pierwszego modelu firmy na rynek. W pierwszym półroczu 2023 roku firma przeszła kolejne zmiany i przekształcenia, których rezultatem było przeprowadzenie rebrandingu w sierpniu tego samego roku. Jidu Auto przemianowano na Ji Yue, zachowując zarazem dotychczasowe logo. Równy podział akcji w spółce joint-venture między Geely a Baidu zmienił się na 65% na korzyść pierwszego i 35% dla firmy technologicznej. Ponadto, pierwszy seryjny model Jidu Robo-01 zmienił nazwę na Ji Yue 01, debiutując w seryjnej specyfikacji dla chińskich nabywców. W grudniu tego samego roku przedstawiono seryjną wersję prototypu Jidu Robo-02 z poprzedzającego roku w postaci dużej limuzyny Ji Yue 07, z debiutem rynkowym w kwietniu 2024.

### Upadłość
Jeszcze listopadzie 2024 roku podczas międzynarodowych targów samochodowych w chińskim Kantonie miała miejsce premiera trzeciego modelu w gamie Ji Yue, demonstracyjnego hipersamochodu o elektrycznym napędzie - Robo X. Wyczynowy pojazd powstał z myślą o ściśle limitowanej produkcji, z początkiem w momencie premiery wyznaczonym na 2027 rok. Już miesiąc później, w połowie grudnia 2024, sytuacja Ji Yue uległa załamaniu. Firma wprowadziła rozległy plan restrukturyzacyjny w obliczu utraty finansowania ze strony Geely i Baidu, a także braku realizacji pierwotnych planów sprzedażowych. Pierwotnie planowano przeprowadzić masowe zwolnienia w kadrze pracowniczej i wdrożyć plan naprawczy. 11 grudnia okazało się jednak, że firma nie wywiązała się ze swoich zobowiązań wobec pracowników i dostawców, nabywcy utracili wsparcie dla rozbudowanych funkcji pojazdów, biuro Ji Yue zostało zamknięte, a firma - niespodziewanie ogłosiła upadłość. Po nagłośnieniu nagłej utraty wsparcia przez właścicieli modeli, Geely zapowiedziało zapewnienie serwisu, a Baidu - wsparcie technologiczne dla m.in. funkcji autopilota czy zdalnego otwierania samochodów.

## Modele samochodów

### Historyczne
- 01 (2023–2024)
- 07 (2024)
- Robo X (2024)

### Studyjne
- Jidu Robo-01 Concept (2022)
- Jidu Robo-02 Concept (2022)